# Maropaika
Maropaika est un bourg et une commune rurale (Kaominina) située dans la région d'Ihorombe (province de Fianarantsoa), dans le Sud de Madagascar. Peu importante par sa population, le bourg est cependant un centre du fait que la ville la plus proche (Ivohibe) est à une cinquantaine de km.

## Géographie
Maropaika est éloigné des routes goudronnées. Depuis Ihosy, il faut quitter la nationale 7 pour descendre d'abord sud est, puis est jusqu'à Ivohibe. C'est déjà une centaine de km de piste. De là, il faut descendre presque plein sud sur une petite cinquantaine de km.

## Administration
La commune rurale possède 12 fokontany.

## Démographie
La population est estimée à 12 333.

## Économie
56 % de la population travaillent dans le secteur agricole. Les cultures sont le riz, le maïs, la canne à sucre, les haricots et du manioc.